# Spermophora minotaura
Spermophora minotaura là một loài nhện trong họ Pholcidae. Loài này được phát hiện ở Đông Phi.